# Monia (musikalbum)
Monia är ett studioalbum från år 2000 av Monia Sjöström och hennes debutalbum som soloartist efter samarbetet under 1990-talet med Grönwalls.

## Låtlista
1. I Should Be Sleeping (Lisa Drew, Shaye Smith)
2. I'm not so Tough (Bruce Bouton, Robert Ellis Orrall, Hillary Lindsay)
3. With This Kiss (Amy Sky, Anthony Vanderburgh)
4. Dance (Franne Golde, Marsha Malamet, Holly Lamar)
5. I Can Do Anything (Franne Golde, Marsha Malamet, Robin Lerner
6. Almost Mine (Victoria Shaw, Cliff Downs, David Pack)
7. I Remember This (Charlie Black, Carolyn Dawn Johnson, Steven Mandile)
8. Walk on Water (Amy Grant, Wayne Kirkpatrick)
9. I'm all over that (Dave Pickell, Ron Irving, Linda McKillip)
10. The Room (Christ Waters, Tom Shapiro)
11. You Don't Know How it Feels (Wayne Kirkpatrick, Jamie Houston)
12. My Heart Can't Tell You No (Simon Climie, Dennis Morgan)

## Medverkande musiker
1. Mike Severs – gitarr
2. Doug Kahan – bas
3. John Hammond – trummor
4. Michael Rojas – klaviatur
5. Michael Johnson – steelguitar

## Listplaceringar
| Lista (2001) | Topplacering |
| ------------ | ------------ |
| Sverige      | 25           |

### Fotnoter
1. ↑  ”Monia”. Svensk mediedatabas. 16 juni 2001. http://smdb.kb.se/catalog/id/001546392. Läst 18 oktober 2014.
2. ↑  ”Monia”. Swedishcharts. 16 juni 2001. http://swedishcharts.com/showitem.asp?interpret=Monia&titel=Monia&cat=a. Läst 18 oktober 2014.